# El melómano
El melómano (Le Mélomane) es una cortometraje mudo de la productora francesa Star Film del año 1903, dirigida por Georges Méliès.

## Trama
Un maestro de música lleva a su banda a un campo donde cinco líneas de telégrafo están enganchadas en postes de electricidad. Alzando una clave de sol gigante, convierte el conjunto de líneas en un pentagrama gigante. Luego, usa copias de su propia cabeza para deletrear la melodía de God Save the King, y su banda se une.

## Producción y lanzamiento
El propio Méliès interpreta el papel principal del maestro de música. Los efectos de superposición en El melómano, que permitieron que múltiples cabezas de Méliès aparecieran en el pentagrama, se crearon mediante una técnica de exposición múltiple que requería que la misma tira de película se pasara por la cámara siete veces.
La película fue lanzada por Star Film Company y está numerada 479-480 en sus catálogos. La película fue registrada para los derechos de autor estadounidenses en la Biblioteca del Congreso el 30 de junio de 1903.
Los estudiosos de cine franceses Jacques Malthête y Laurent Mannoni creen que El melómano es su más famosa película catalogada como película de trucos.